# واين بن
واين بن (بالإنجليزية: Wayne Benn)‏ هو لاعب كرة قدم بريطاني، ولد في 7 أغسطس 1976 في Pontefract ‏ في المملكة المتحدة. لعب مع برادفورد سيتي ونادي برادفورد بارك أفنيو ونادي هاليفاكس تاون.

## وصلات خارجية
- واين بن على موقع قاعدة بيانات كرة القدم.إي يو (الإنجليزية)
- واين بن على موقع Soccerbase.com (لاعب) (الإنجليزية)